# سیارک ۳۷۵۵۶
سیارک ۳۷۵۵۶ (به انگلیسی: 37556 Svyaztie، نامگذاری:1982QP3) سی و هفت هزار و پانصد و پنجاه و ششمین سیارک کشف شده‌است که در ۲۸ اوت ۱۹۸۲ کشف شد و تناوب مداری آن نیز ۱۲۷۰.۸۸۷۹۷۰۵ میباشد.